# Howard Benson
Howard Benson (Havertown (Pennsylvania), 1956) is een Amerikaanse tweevoudig Grammy-genomineerde muziekproducent en is tevens een luchtvaarttechnicus. Benson behaalde in 1974 zijn diploma op de Lower Merion High School en daarna volgde de Drexel Universiteit waar hij in 1980 een Bachelor of Science verkreeg in Materials Engineering. Benson werkte tot 1984 als mechanische technicus en procestechnicus.

## Productiediscografie
Beknopte productiediscografie.
| Jaar | Artiest                        | Nummer                | Album                                 |
| ---- | ------------------------------ | --------------------- | ------------------------------------- |
| 1993 | Motörhead                      | Alle                  | Bastards                              |
| 1995 | Motörhead                      | Alle                  | Sacrifice                             |
| 1996 | Motörhead                      | Alle                  | Overnight Sensation                   |
| 1998 | Motörhead                      | Alle                  | Snake Bite Love                       |
| 1999 | P.O.D.                         | Alle                  | The Fundamental Elements of Southtown |
| 2001 | P.O.D.                         | Alle                  | Satellite                             |
| 2001 | Blindside                      | Alle                  | Silence                               |
| 2001 | Crazy Town                     | Alle                  | Darkhorse                             |
| 2003 | Adema                          | Alle                  | Unstable                              |
| 2003 | Hoobastank                     | Alle                  | The Reason                            |
| 2003 | P.O.D.                         | Alle                  | Payable on Death                      |
| 2004 | Blindside                      | Alle                  | About a Burning Fire                  |
| 2004 | My Chemical Romance            | Alle                  | Three Cheers for Sweet Revenge        |
| 2004 | Papa Roach                     | Alle                  | Getting Away With Murder              |
| 2005 | The All-American Rejects       | Alle                  | Move Along                            |
| 2005 | Flyleaf                        | Alle                  | Flyleaf                               |
| 2005 | Theory of a Deadman            | Alle                  | Gasoline                              |
| 2006 | Hoobastank                     | Alle                  | Every Man for Himself                 |
| 2006 | Papa Roach                     | Alle                  | The Paramour Sessions                 |
| 2006 | The Used & My Chemical Romance | Under Pressure        |                                       |
| 2006 | Daughtry                       | Alle                  | Daughtry                              |
| 2006 | My Chemical Romance            | Desert Song           | The Black Parade                      |
| 2006 | Saosin                         | Alle                  | Saosin                                |
| 2006 | Three Days Grace               | Alle                  | One-X                                 |
| 2007 | Apocalyptica                   | Alle                  | Worlds Collide                        |
| 2007 | Seether                        | Alle                  | Finding Beauty in Negative Spaces     |
| 2008 | Theory of a Deadman            | Alle                  | Scars & Souvenirs                     |
| 2008 | The Red Jumpsuit Apparatus     | Alle                  | Lonely Road                           |
| 2009 | Hoobastank                     | Alle                  | For(N)ever                            |
| 2009 | Gavin DeGraw                   | Alle                  | Gavin Degraw                          |
| 2009 | Kelly Clarkson                 | I Do Not Hook Up      | All I Ever Wanted                     |
| 2009 | Kelly Clarkson                 | Cry                   | All I Ever Wanted                     |
| 2009 | Kelly Clarkson                 | Don't Let Me Stop You | All I Ever Wanted                     |
| 2009 | Kelly Clarkson                 | Long Shot             | All I Ever Wanted                     |
| 2009 | Kelly Clarkson                 | Ready                 | All I Ever Wanted                     |
| 2009 | Chris Cornell                  | Long Gone             | Scream                                |
| 2009 | Daughtry                       | Alle                  | Leave This Town                       |
| 2009 | Dead by Sunrise                | Alle                  | Out of Ashes                          |